# Vinto
Vinto es una ciudad y municipio de Bolivia, ubicado en la provincia de Quillacollo del departamento de Cochabamba en la zona central del país. El municipio tiene una superficie de 211 km² y cuenta con una población de 51.968 habitantes (según el Censo INE 2012).

## Historia
El nombre Vinto de la palabra aimara Wintu, que puede significar calcañar, codo, o recodo.
Vinto es testigo de muchos de los combates que se llevaron en la región cochabambina durante la guerra de la independencia. Además es cuna de varias familias y ciudadanos destacados y de mucha tradición en la historia de la república.

## Demografía
De acuerdo con el censo boliviano de 2024, la población del municipio de Vinto es de 55 773 habitantes.
La población del municipio aumentó más de dos veces y media entre 1992 y 2024:
| Año  | Habitantes (municipio) | Fuente |
| ---- | ---------------------- | ------ |
| 1992 | 21.448                 | Censo  |
| 2001 | 31.489                 | Censo  |
| 2012 | 51.869                 | Censo  |
| 2024 | 55.773                 | Censo  |

## Turismo
Entre sus atractivos turísticos destaca:
- Villa Albina
- Parque Ecoturístico Pairumani

## Gobierno y Política

### División administrativa
Vinto está dividido en 4 cantónes diferentes. 